# Gununga yoshimotoi
Gununga yoshimotoi är en insektsart som beskrevs av Young 1986. Gununga yoshimotoi ingår i släktet Gununga och familjen dvärgstritar.
Artens utbredningsområde är Vietnam. Inga underarter finns listade i Catalogue of Life.